# Isa-Bey-Moschee (Skopje)

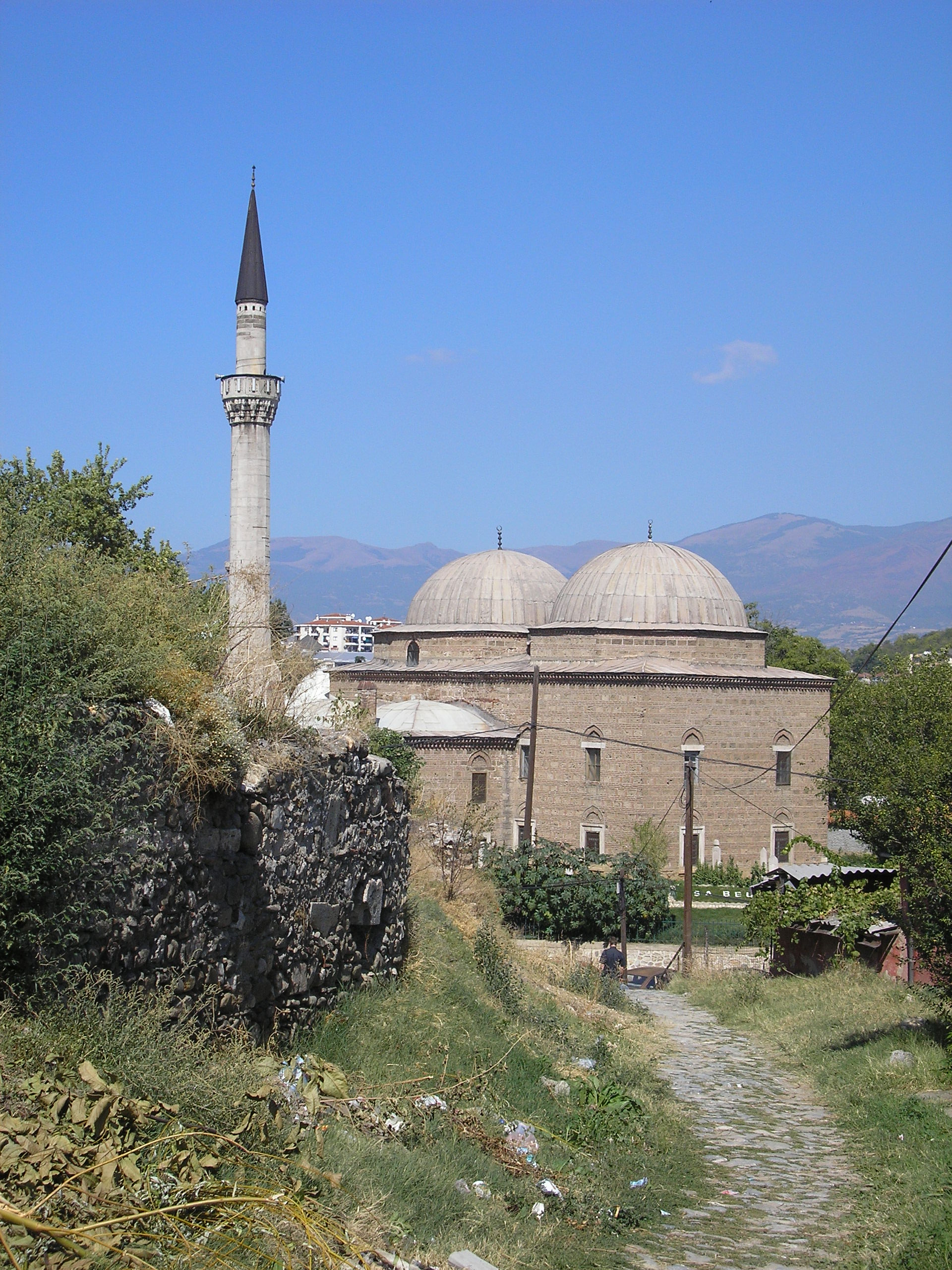
Die Isa-Bey-Moschee in Skopje.

Die Isa-Bey-Moschee (albanisch Xhamia e Isa Beut, türkisch İsa Bey Cami, mazedonisch Иса-бегова џамија) ist eines der wichtigsten osmanischen Baudenkmäler in der mazedonischen Hauptstadt Skopje.
Das Bauwerk liegt nordöstlich der zentralen, osmanischen Altstadt von Skopje.

## Geschichte
1475 wurde die Moschee durch Isa-Beg Ishaković, dem Enkel des Eroberers von Skopje Pascha Yiğit Bey, errichtet. Isa-Beg war auch Stifter vieler anderer Gebäude in Skopje wie beispielsweise dem Çifte-Hammām und er gilt als Gründer der Städte Sarajevo und Novi Pazar.

## Bauweise
Die Moschee war Teil eines Komplexes bestehend aus einer Madrasa, einem Imaret (Suppenküche) und einer Bibliothek.
Der Gebetsraum ist durch zwei identisch große Kuppeln, der Portikus durch fünf kleinere bedeckt. Besonders sehenswert ist das monumentale Portal aus Marmor.

## Besonderheiten
Im Hof der Moschee steht der älteste Baum Skopjes, vermutlich zur Gründung der Moschee gepflanzt.
Die Isa-Bey-Moschee beherbergte auch Naqschbandi-Derwische.

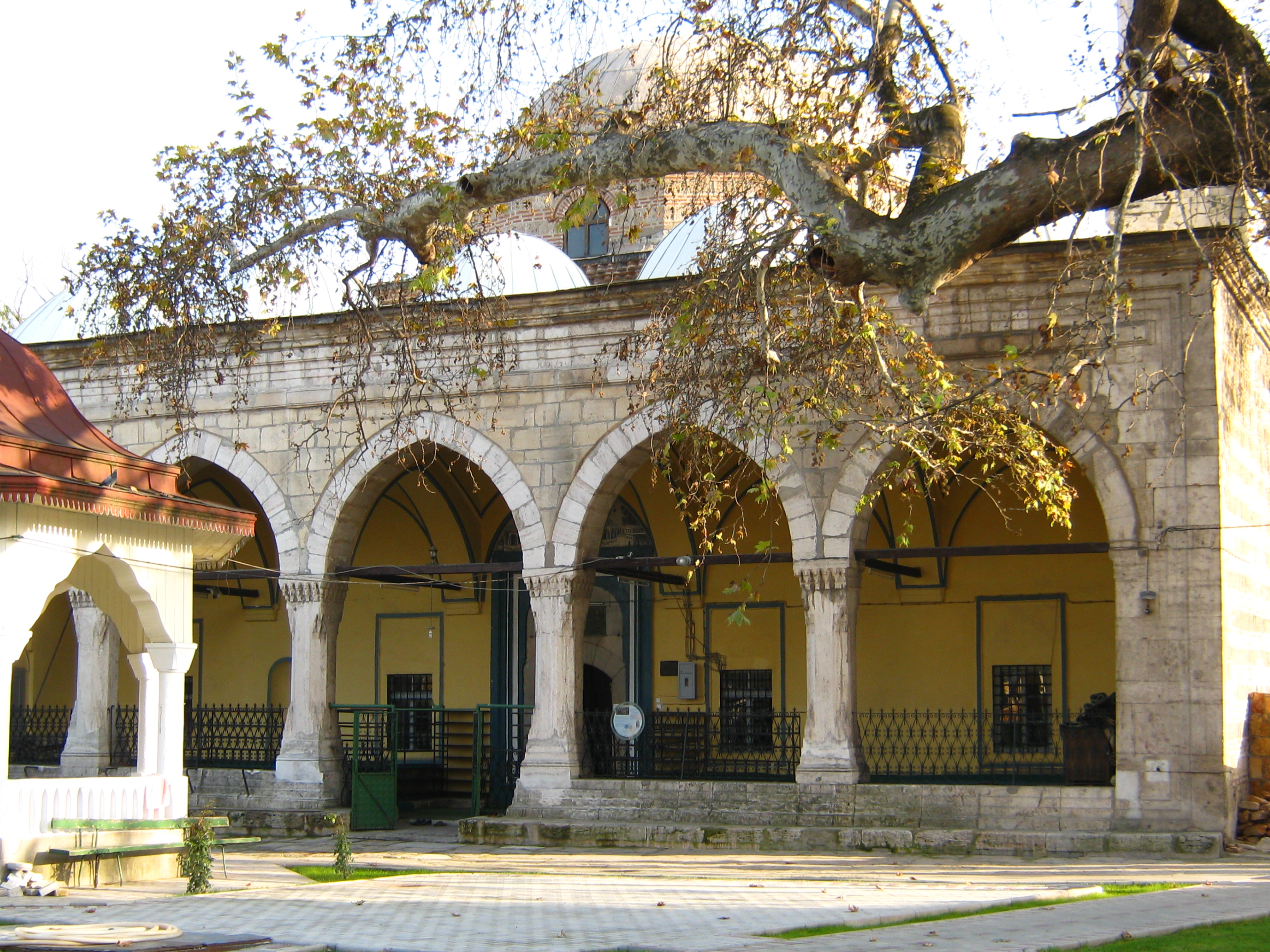
Das Portal
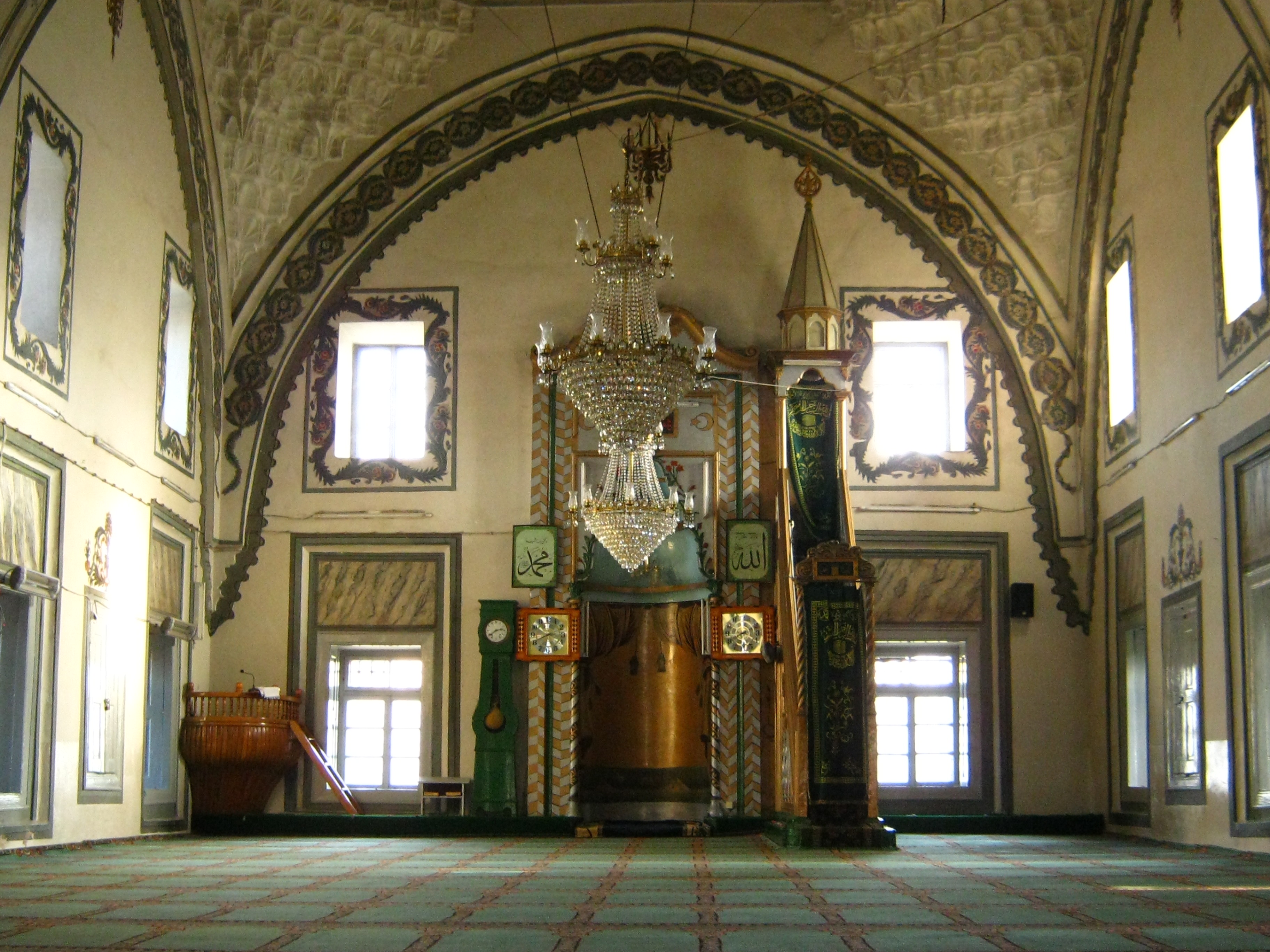
Innenraum
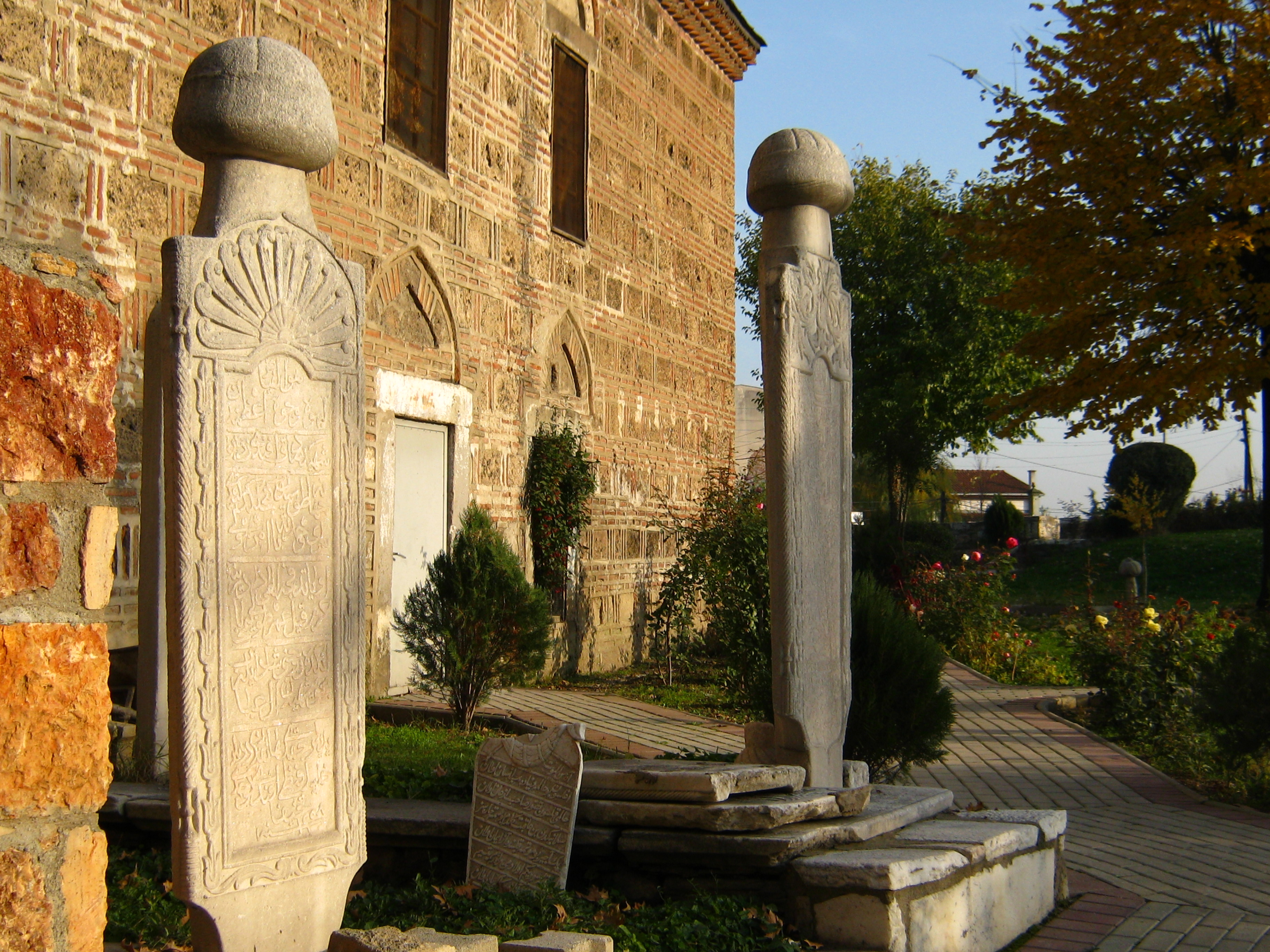
Grabsteine
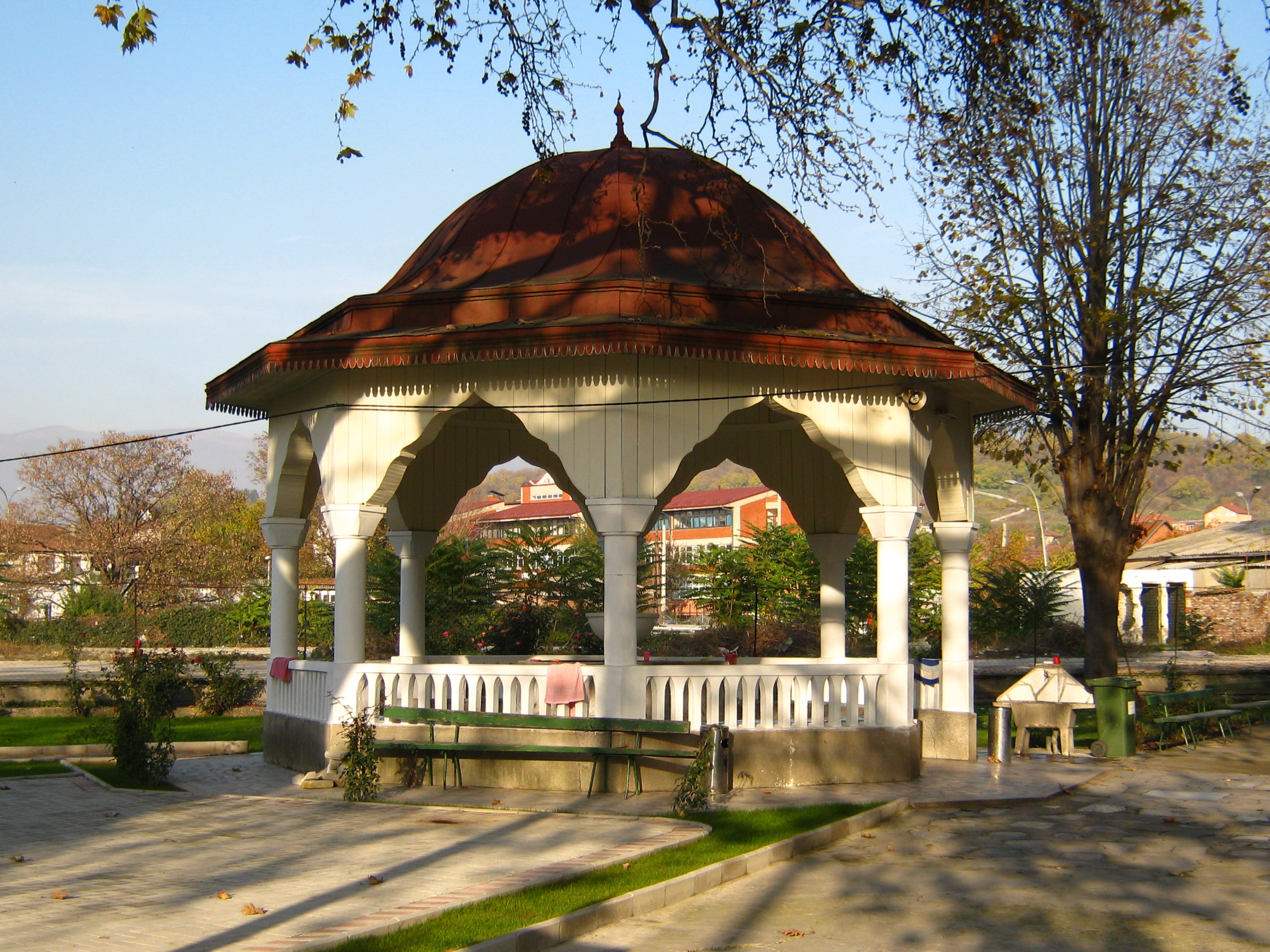
Reinigungsbrunnen
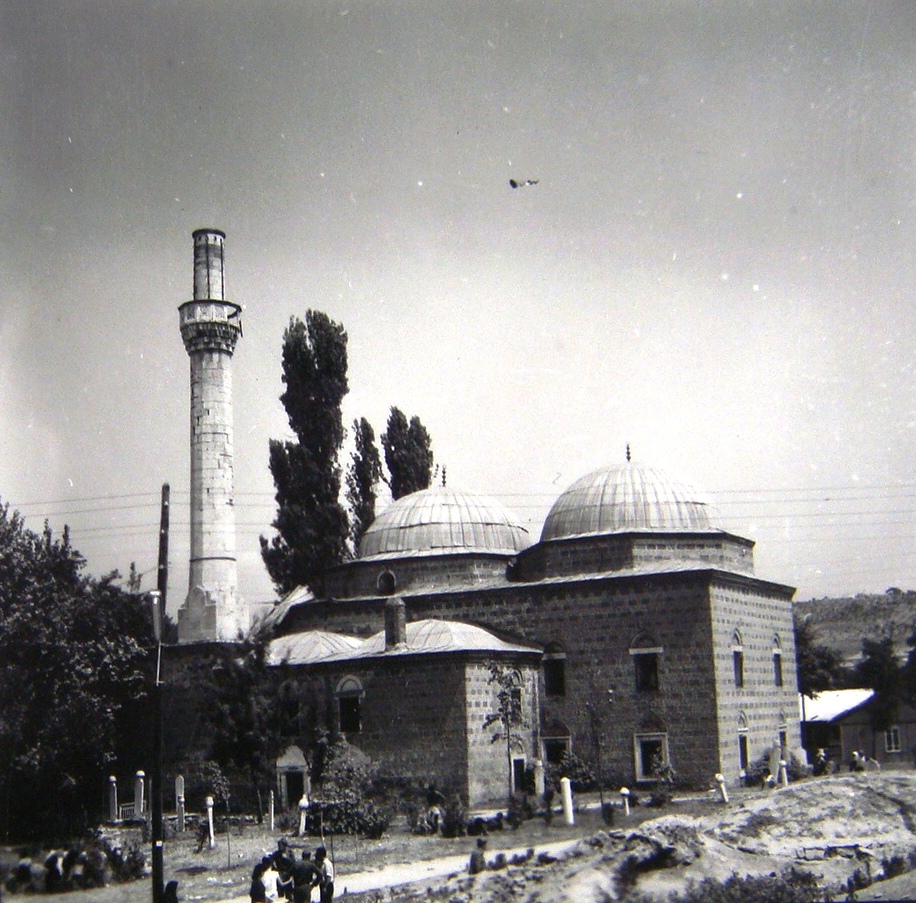
Isa Bey Moschee nach dem Erdbeben von 1963